# Hanyang University at Ansan (métro de Séoul)
Hanyang University at Ansan (hangeul : 한대앞 ; hanja : 漢大前) est une station de correspondance entre la ligne 4 et la ligne Suin–Bundang du métro de Séoul. Elle est située au 337 Chungjang-ro, quartier Idong, dans l'arrondissement Sangnok-gu de la ville Ansan-si, sur le territoire de la province Gyeonggi-do, au sud-ouest de Séoul, en Corée du Sud.
La gare d'origine est ouverte en 1937 sur la ligne Suin à voie étroite. Elle devient une station de métro en 1988 et une station de correspondance en 2020. Elle est desservie par les rames omnibus de la ligne 4 et de la ligne Suin-Bundang.

## Situation sur le réseau

Plan du réseau (2023)

La station, établie en surface, Hanyang University at Ansan est une station de correspondance, située sur la section commune à la ligne 4 et la ligne Suin–Bundang du métro de Séoul :
sur la ligne 4, elle est située entre la station Sangnoksu, en direction du terminus nord-est Jinjeop, et la station Jungang, en direction du terminus sud-ouest Oido;
sur la ligne Suin–Bundang, elle est située entre la station Sari, en direction du terminus nord Cheongnyangni, et la station Jungang en direction du terminus ouest Incheon.

## Histoire

### Gare ferroviaire
La gare, alors dénommée Illi est mise en service le 5 août 1937 sur la ligne Suin à voie étroite. 
Le 1er septembre 1994 la station devient le terminus de la ligne après la fermeture de la section suivante dite Songdo. 
La ligne à voie étroite est fermée le 1er janvier 1996,.

### Station de métro
La station, renommée, Hanyang University at Ansan est mise en service le 25 octobre 1988, lors de l'ouverture à l'exploitation de la première section de la ligne Ansan, de Geumjeong à Ansan,,,
Elle devient une station de correspondance le 12 septembre 2020 lors de la création et l'ouverture à l'exploitation de la ligne Suin–Bundang.

## Services aux voyageurs

### Accès et accueil
Établie au 337 Chungjang-ro, dans le quartier Idong, la station dispose de trois accès, numérotés de 1 à 3. Des escaliers, escaliers mécaniques et ascenseurs permettent les circulations piétonnes entre les différents niveaux : surface, mezanine, quais. Elle est notamment équipée d'automates pour l'achat de titres de transport. Les quais des stations sont équipés de portes palières.

### Desserte
Hanyang University at Ansan est une station en surface avec six voies dont quatre desservent les deux quais centraux (un deux et trois quatre) desservis par les rames omnibus et express de la ligne 4 et de la ligne Suin–Bundang. Les quais extérieurs (un et quatre) sont desservis par la ligne Suin–Bundang et les quais intérieur (deux et trois) sont desservis par la ligne 4.

Installations
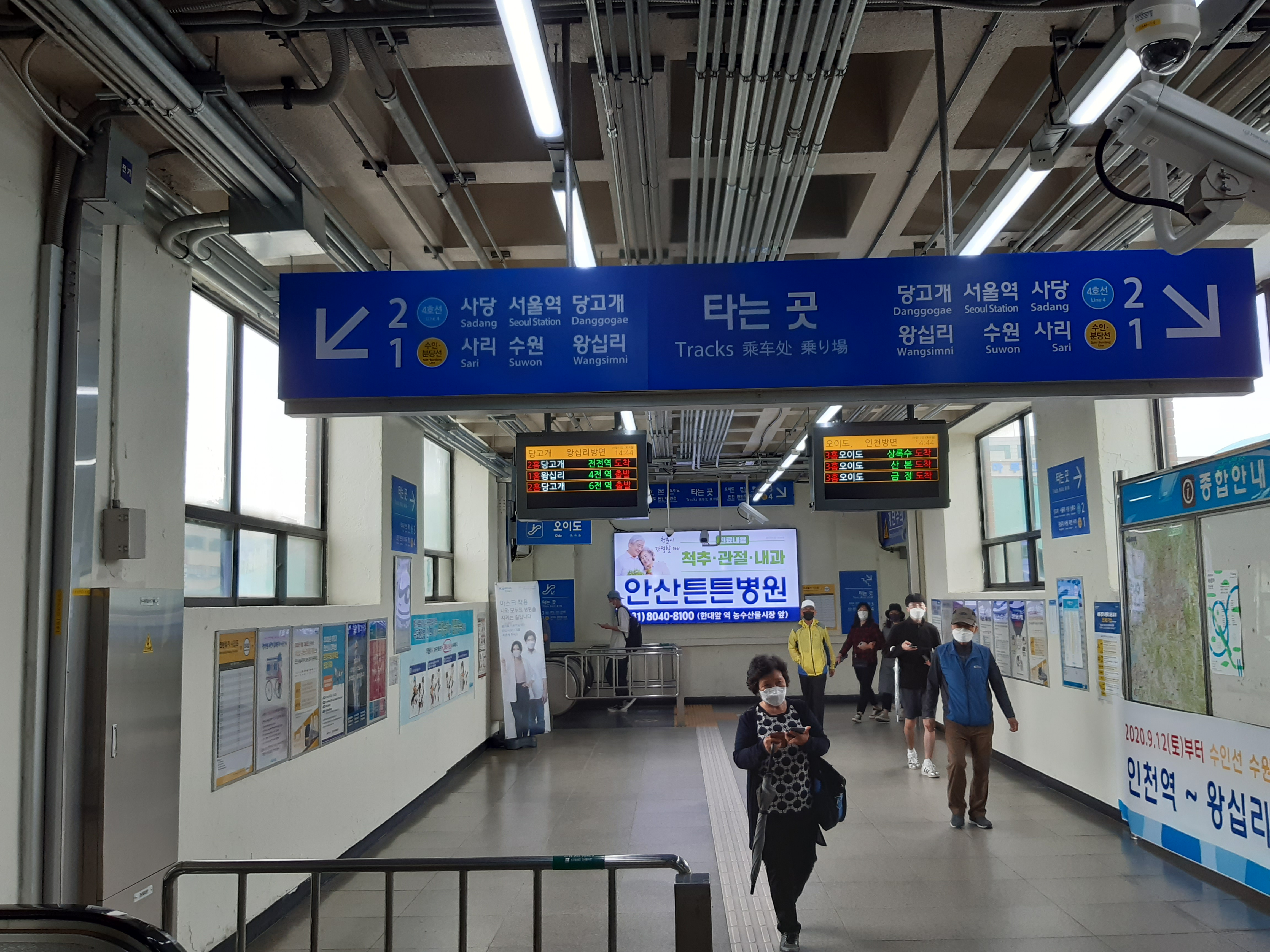
En septembre 2020.
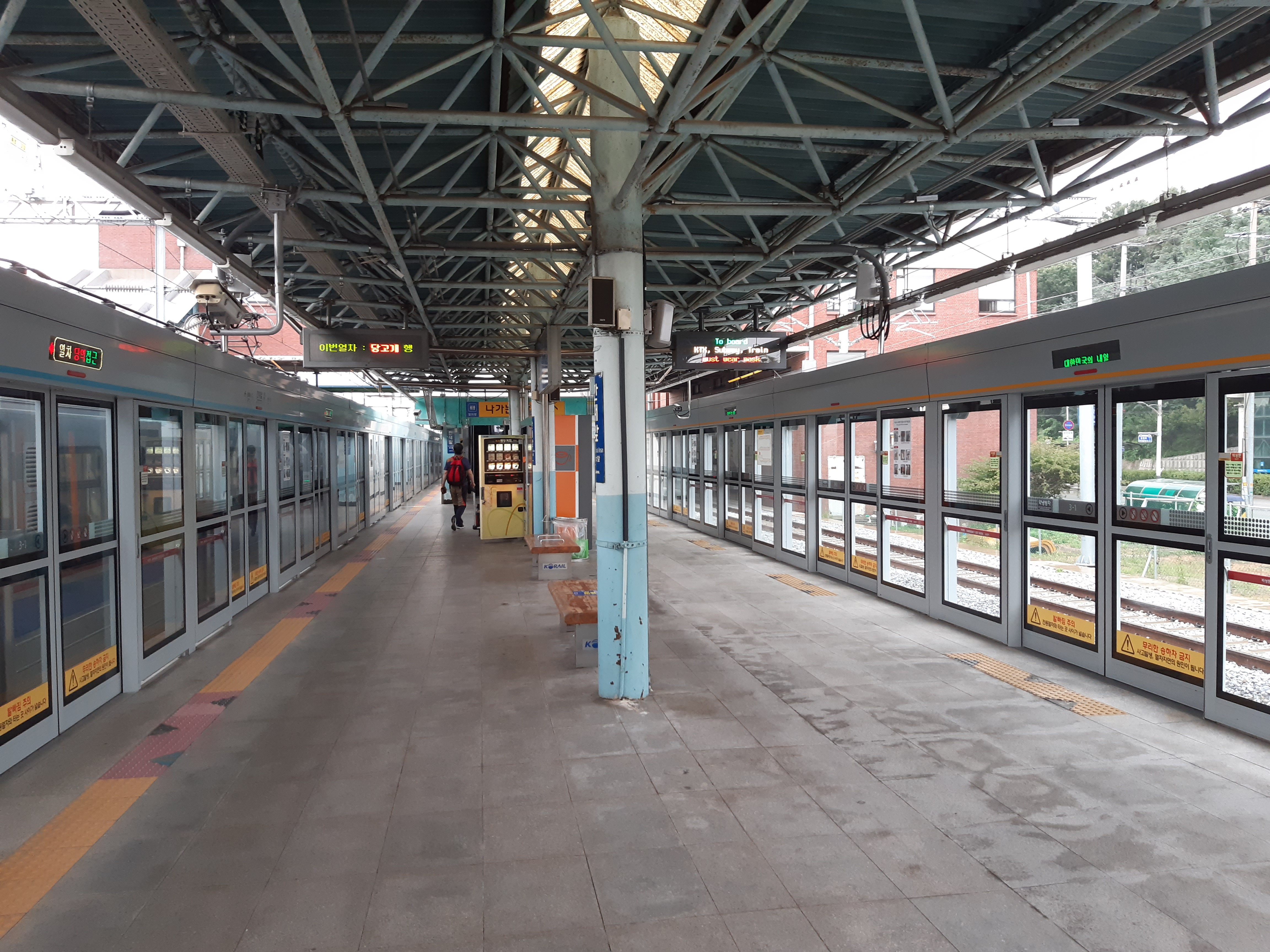
En septembre 2020.
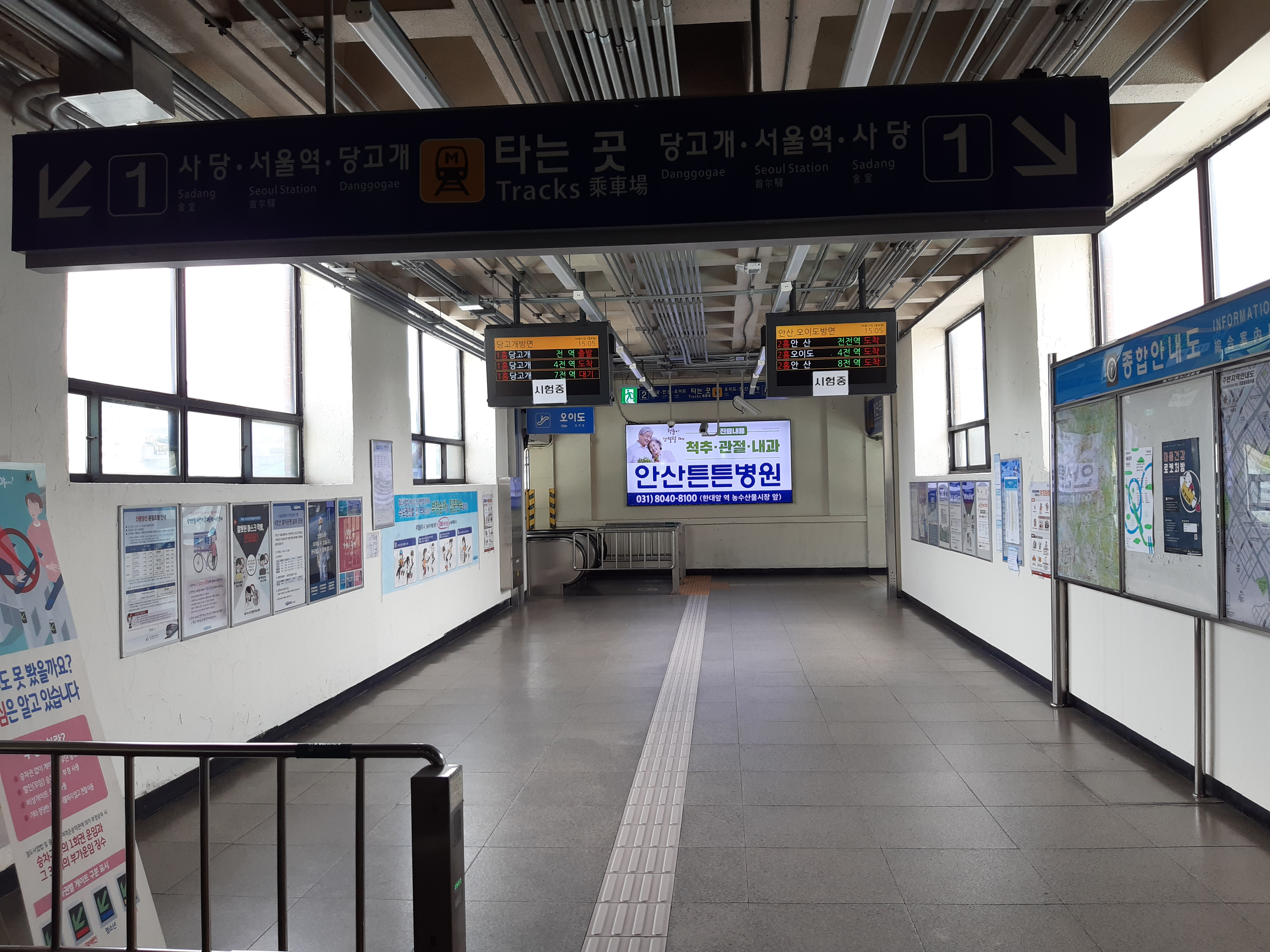
En 2020.

### Intermodalité
Des arrêts de bus urbains sont situés à proximité de certains accès.